# Numero di Strahler

Classificazioni di reti idrografiche secondo Strahler.

Il numero di Strahler ( o anche il grado di Strahler) di un'arborescenza è una misura numerica della sua complessità di ramificazione.
Questa proprietà è utilizzata, per esempio, nella classificazione delle reti idrografiche dei corsi d'acqua per indicare il livello di complessità delle loro reti di affluenti e dei loro subaffluenti e nella teoria della compilazione per calcolare il numero di registri necessari al calcolo di un'espressione aritmetica.
Le prime utilizzazioni di questo numero si trovano nelle opere di Robert E. Horton del 1945, così come in quelli di Arthur Newell Strahler del 1952 e del 1957.

## Definizione
Secondo la teoria dei grafi, si può attribuire un numero di Strahler a tutti i nodi di un albero, dalle estremità verso la radice, come segue:
1. se il nodo non è che l'estremità di uno spigolo/di un arco, senza altre connessioni (una foglia nella teoria dei grafi, o senza figli), il suo numero di Strahler è 1;
2. se il nodo ha un arco ramificato con numero di Strahler i e tutti gli altri archi ramificati con numero di Strahler inferiore a i, allora il numero di Strahler di questo nodo è ancora i;
3. se il nodo ha almeno due archi ramificati con numero di Strahler i e nessun arco ramificato con un numero più grande, allora il numero di Strahler di questo nodo è i + 1.

Il numero di Strahler di un'arborescenza è un numero puro ed è il numero di Strahler del suo nodo radice. 
Tutti i nodi aventi il numero di Strahler i devono dunque avere almeno:
- due archi ramificati discendenti con un numero di Strahler i - 1;
- quattro discendenti con un numero di Strahler i - 2 (etc.);
- 2(i - 1) «foglie» discendenti.

Di conseguenza, in un albero con n nodi, il più grande numero di Strahler possibile è la parte intera di log2 (n). Tuttavia, a meno che l'albero non formi un albero binario completo, il numero di Strahler sarà inferiore a questo massimo. In un albero binario a n nodi, scelto uniformemente a caso tra tutti gli alberi binari possibili, l'indice previsto della radice è, con elevata probabilità, molto vicino al log4 (n).

## Esempi

### In idrografia
Il numero di Strahler è 1 per tutti i corsi d'acqua tra la loro sorgente e la loro prima confluenza. La radice dei corsi d'acqua è sia la confluenza ove questi corsi d'acqua perdono il loro nome, sia la loro foce. L'ordine di un bacino versante è quello del suo corso d'acqua principale. La classificazione può dipendere dalla scala della carta utilizzata.
La classificazione dei corsi d'acqua con il numero di Strahler è molto significativa per stabilire la struttura e la densità della rete idrografica. Essa riflette la variabilità delle situazioni geografiche (esempio: secondo la permeabilità del substrato roccioso del bacino versante) e pluviometriche per il suo stretto legame con la quantità d'acqua trasportata in superficie durante i periodi di grande portata.
Il numero di Strahler riguarda:
| Nome               | Numero   | Numero           |
| Fiume              | Strahler | Steven E. Shreve |
| ------------------ | -------- | ---------------- |
| Rio delle Amazzoni | 12       | Almeno 29        |
| Nilo               | 10       | Almeno 22        |
| Mississippi        | 10       | Almeno 23        |
| Ienissei           | 8        | Almeno 18        |
| Congo              | 7        | Almeno 18        |
| Mekong             | 7        | Almeno 19        |
| Indo               | 7        | Almeno 19        |
| Tamigi             | 5        | Almeno 11        |
| Danubio            | 6        | Almeno 15        |
| Tevere             | 5        | Almeno 9         |
| Reno               | 7        | Almeno 18        |
| Aar                | 6        | Almeno 17        |
| Oise               | 6        | Almeno 16        |
| Marna              | 5        | Almeno 14        |
| Lot                | 5        | Almeno 13        |
| Loira              | 8        | Almeno 16        |
| Senna              | 7        | Almeno 16        |
| Garonna            | 9        | Almeno 16        |
| Dordogna           | 7        | Almeno 14        |
| Adour              | 7        | Almeno 14        |
| Mosa               | 7        | Almeno 14        |
| Rodano             | 9        | Almeno 20        |

### In informatica
Nella compilazione di un programma d'un linguaggio di elevato livello in assemblatore, il numero minimo di registri necessari per valutare l'albero d'una espressione, è esattamente il numero di Strahler di quest'albero.